# Eric Larson
Eric Larson (Cleveland, 3 settembre 1905 – La Cañada Flintridge, 25 ottobre 1988) è stato un animatore statunitense, è uno dei 9 disegnatori storici di Walt Disney facente parte del gruppo Nine Old Men dal 1933.
Uno dei primi animatori Disney, ha animato personaggi di rilievo come Gilda in Lilli e il vagabondo, gli avvoltoi in Il libro della giungla e il volo su Londra di Le avventure di Peter Pan.
A Larson venne affidato il compito di individuare e formare nuovi animatori Disney negli anni settanta: molti dei migliori talenti che lavorarono alla Disney negli anni successivi, ed ancor oggi, furono formati da Eric negli anni settanta e negli anni ottanta.